# Antraceno-2-tiol
Antraceno-2-tiol ou 2-antracenotiol é o composto orgânico com a fórmula C14H10S, SMILES Sc1ccc2cc3ccccc3cc2c1 e massa molecular 210,2959. É um derivado tiol do antraceno. Apresenta ponto de ebulição de 396,635 °C, ponto de fulgor de 200,935 °C e densidade de 1,235 g/cm3.